# Trent Dimas
Trent Dimas (n. 10 noiembrie 1970, Albuquerque, New Mexico, SUA) este un gimnast artistic ce a reprezentat Statele Unite ale Americii, medaliat olimpic. A participat la o ediție a Jocurilor Olimpice (1992) în care a câștigat o medalie de aur.

## Participări
Lista de mai jos prezintă principalele competiții la care a participat Trent Dimas de-a lungul carierei.
- gymnastics at the 1992 Summer Olympics – men's horizontal bar[*]